# 基巴萊區
基巴萊區是非洲中部國家烏干達的111個區之一，由西部區負責管轄，首府是基巴萊，海高度1,130米，總面積4,400平方公里，距離首都坎帕拉約219公里，主要的經濟產業是農業，2010年人口514,200。

## 外部連結
- Kibaale District Information Portal

0°59′N 31°05′E / 0.983°N 31.083°E